# Martinez (Teksas)
Martinez – jednostka osadnicza w Stanach Zjednoczonych, w stanie Teksas, w hrabstwie Starr.